# Vinícius de Abreu
Vinícius de Abreu, mais conhecido como Vinicius Rato (Rio de Janeiro, 20 de dezembro de 1973) é um ex-futebolista brasileiro que atuava como atacante.

## Carreira
Começou sua carreira como profissional na Portuguesa em 1996. Na época atuava como ponta direita. Em 1998, quando jogava pelo Flamengo foi descoberto como centroavante, a partir de então passou a jogar como um tradicional camisa 9 em todos os clubes pelo qual passaria. Em um ano fez 40 gols com a camisa do Flamengo, se tornando xodó da torcida rubro-negra, que o apelidou de Vinicius Carioca. Em 2002 veste a camisa do Fortaleza, e volta a jogar como nos tempos de Flamengo. Com 22 gols se torna o artilheiro do Campeonato Brasileiro de Futebol de 2002 - Série B. Após uma passagem pelo Varzim de Portugal teve que operar seu joelho direito. Depois disso nunca mais jogou o mesmo de antes.  

## Títulos
Portuguesa-RJ
- Campeonato Carioca da Segunda Divisão: 1996

Bahia
- Campeonato Baiano: 1999

Fluminense
- Campeonato Brasileiro - Série C: 1999

Fortaleza
- Campeonato Cearense: 2000 e 2001

Paysandu
- Campeonato Paraense: 2005

Ceará
- Campeonato Cearense: 2006

ABC
- Campeonato Potiguar: 2008

## Artilharias
- Campeonato Brasileiro - Série B: 2002, com 22 gols pelo Fortaleza.[1]